# Jürgen Westphalen (Ratsherr)
Jürgen Westphalen (* 14. September 1666 in Hamburg; † 27. Juni 1735 in Hamburg-Hamm) war ein  deutscher Kaufmann und Hamburger Ratsherr.

## Herkunft und Familie
Westphalen wurde als Sohn von Claus Westphalen und Mette Schaar in Hamburg geboren. Er heiratete in erster Ehe Catharina Witte († 1707), die Witwe von Daniel Friel († 1692). Nach dem Tod seiner ersten Frau heiratete er am 8. August 1708 Maria Wolters (1683–1765), Tochter des Kaufmanns und königlich schwedischen Kommissars in Hamburg, Libert Wolters. Von den Kindern aus der zweiten Ehe heiratete Maria (1713–1748) im Jahr 1735 den Oberalten im Kirchspiel Sankt Katharinen Johann Koep (1705–1777). Der Sohn Libert Westphalen (1716–1755) wurde ebenfalls Kaufmann, war seit 1743 mit Anna Maria Siemers (1723–1788) verheiratet und war der Großvater des Juristen Nicolaus Adolf Westphalen (1793–1854).

## Leben und Wirken
Westphalen wurde im Jahr 1696 Hamburger Bürger und wurde als solcher im Jahr 1708 zum kaufmännischen Richter an das Niedergericht gewählt. Im Jahr 1718 wurde er Jurat im Kirchspiel Sankt Nikolai und 1727 zum Bancobürger an der Hamburger Bank gewählt. Seit dem 11. August 1730 war er Ratsherr und verwaltete dieses Amt bis zu seinem Tod auf seinem Landsitz in Hamburg-Hamm.